# Worth It (album)
Worth It (Chinees: 值得) is een album van de Cantopop zangeres Sammi Cheng. Het is opgenomen in 1996 en uitgegeven op 2 september van hetzelfde jaar.

## Tracklist
1. 值得
2. 背叛
3. 相逢不恨晚
4. 微醺
5. 舊項鏈
6. 曾是你的寶貝
7. 無所謂
8. 小心女人 (Cinderella)
9. 依靠
10. 佔領
11. 迎風
12. 脆弱